# ウェッサイ!!ガッサイ!!
「ウェッサイ!!ガッサイ!!」は、2014年9月24日にワーナーミュージック・ジャパンより発売が予定されているLinQの10枚目、メジャー5作目のシングル。

## 概要
メジャー5枚目、前作の「ナツコイ」から約2か月ぶりのリリース。リリースの発表は2014年8月3日に、東京都のお台場・青海海浜エリアにて開催された「TOKYO IDOL FESTIVAL 2014」の“新大陸ドキドキランドHOT STAGE”と、地元福岡・天神ベストホールで行われた「ナツコイ」リリースイベント「帰港LIVE」の最後で、それぞれ行われた。
タイトル曲である「ウェッサイ!!ガッサイ!!」は、でんぱ組.incのプロデューサーであるもふくちゃんの全面プロデュースになっており、ミュージック・ビデオはスミスと夢眠ねむによる映像監督ユニット「スミネム」が監督。
9月17日のエフエム東京『LinQの「わ」』に出演して語ったところでは、「ウェッサイ!!」は"west side"のことで「一切合財」との掛け合わせとなっており、「west sideから革命を起こして一切合財持って行ってほしい」という思いが入っているという。また、台詞や歌詞に博多弁が多く盛り込まれているが、これはLinQメンバーにあったもふくちゃんがメンバーの話す博多弁に聴き惚れたところから。歌詞は現地の方にネイティヴチェックをしてもらったという。
なお今作については、HKT48の4枚目となるシングル「控えめI love you !」（ユニバーサル）、HRの5枚目となるシングル「希望の蕾」（オーマガトキ／日本コロムビア）と、発売日が重なり、福岡を代表する有力アイドルグループ3団体が初めて正面から激突する事態としても注目されている。

## 収録曲

### 通常盤
1. ウェッサイ!! ガッサイ!! [4:13]
作詞：NOBE、作曲：浅野尚志、編曲：釣俊輔
2. 冒険 [4:24]
作詞：Mari Miyamoto、Daisuke Masuda、作曲：Mari Miyamoto、編曲：SHiNTA
3. ハピ☆デリ [3:42]
作詞：月丘りあ子、作曲：藤澤慶昌、編曲：SCUDERIA☆180
4. ウェッサイ!! ガッサイ!! -instrumental- [4:14]
5. 冒険-instrumental- [4:25]
6. ハピ☆デリ-instrumental- [3:42]

### 初回限定盤
1. ウェッサイ!! ガッサイ!!
2. Ding Dong [4:09]
作詞：KAJI KATSURA、作曲・編曲：YASUSHI WATANABE
3. My Letter [3:55]
作詞：サイトウヨシヒロ、作曲：板垣祐介、編曲：Tak Miyazawa
4. ウェッサイ!! ガッサイ!! -instrumental-
5. Ding Dong -instrumental- [4:07]
6. My Letter -instrumental- [3:54]

### 天神盤
1. ウェッサイ!! ガッサイ!!
2. マケナイガールズ
3. ウェッサイ!! ガッサイ!! -SHiNTA PLANET REMIX-
4. My Ding Dong Letter -SHiNTA PLANET REMIX-
5. ウェッサイ!! ガッサイ!! -instrumental-
6. マケナイガールズ -instrumental-

※天神盤は天神ベストホールのみでの販売。